# Meretrix lusoria
Cythérée du Japon, Palourde commune d'Orient
Espèce
Meretrix lusoria, la Cythérée du Japon, est une espèce de palourdes d'eau salée de la familledes Veneridae.

## Répartition et habitat
Meretrix lusoria se rencontre dans le Pacifique nord-ouest depuis les côtes de la Thaïlande jusqu'au Japon et l'Indonésie. Cette espèce est principalement présente dans le sable limoneux des vasières et de la zone subtidale.

## Description
La coquille de Meretrix lusoria peut mesurer jusqu'à 50 mm.

## Meretrix lusoriaet l'Homme
Ce mollusque marin bivalve dénommé hamaguri au Japon entre dans la préparation de certains sushis et ses coquilles sont utilisées traditionnellement pour faire les pierres blanches du jeu de go.

## Dénominations
Ce taxon porte en français les noms vernaculaires ou normalisés suivants : Cythérée du Japon, Palourde commune d'Orient[réf. nécessaire].

## Systématique
Le nom valide complet (avec auteur) de ce taxon est Meretrix lusoria (Röding, 1798).
L'espèce a été initialement classée dans le genre Venus sous le protonyme Venus lusoria Röding, 1798.
Meretrix lusoria a pour synonymes :
- Cytheraea formosa G. B. Sowerby II, 1851
- Cytherea graphica Lamarck, 1818
- Cytherea lusoria (Chemnitz, 1782)
- Meretrix virgulata Tomlin, 1923
- Venus lusoria Röding, 1798